# Джессіка Фокс
Дже́ссіка Фокс  (англ. Jessica Fox; 11 червня 1994) — австралійська веслувальниця, олімпійська медалістка.

## Виступи на Олімпіадах
| Олімпіада           | Дисципліна                | Місце |
| ------------------- | ------------------------- | ----- |
| Лондон 2012         | байдарка-одиночка, слалом | 2     |
| Ріо-де-Жанейро 2016 | байдарка-одиночка, слалом | 3     |
| Токіо 2020          | байдарка-одиночка, слалом | 3     |
| Токіо 2020          | каное-одиночки, слалом    | 1     |
| Париж 2024          | байдарка-одиночка, слалом | 1     |
| Париж 2024          | каное-одиночки, слалом    | 1     |
| Париж 2024          | байдарка-крос             | 26    |

## Зовнішні посилання
- Джессіка Фокс на сайті International Canoe Federation (англійська)
- Джессіка Фокс на сайті Olympics.com (англійська)
- Джессіка Фокс на сайті Olympedia (англійська)
- Джессіка Фокс на сайті Australian Olympic Committee (англійська)

Шаблон:Олімпійські чемпіонки з гребного слалома в каное-одиночках